# Pero pulverosa
Pero pulverosa är en fjärilsart som beskrevs av W. Warren 1895. Pero pulverosa ingår i släktet Pero och familjen mätare. Inga underarter finns listade i Catalogue of Life.